# انتخابات سراسری بریتانیا (۲۰۲۲)
انتخابات سراسری بریتانیا (انگلیسی: Next United Kingdom general election) برنامه‌ریزی شده تا در ۵ می ۲۰۲۲ برگزار گردد اما براساس قانون پارلمانی ۲۰۱۱ امکان برگزاری انتخابات زودهنگام وجود دارد که به دو سوم رای اکثریت نمایندگان مجلس عوام نیاز دارد تا به تصویب برسد یا اینکه با رأی عدم اعتماد دولت که طی ۱۴ روز رای عدم اعتماد نیاورد.

## پیشینه
پنجاه و هفتمین انتخابات سراسری پارلمان بریتانیا برگزار شد. بر اساس قانون دوره‌های ثابت پارلمان مصوب ۲۰۱۱ قرار بر این بود که انتخابات پارلمانی در بریتانیا روز ۷ مه ۲۰۲۰ برگزار شود. اما در تاریخ ۱۹ آوریل ۲۰۱۷، ترزا می نخست‌وزیر این کشور با داشتن اکثریت ۱۲نفری در مجلس به امید دست‌یابی به آرای بیشتر و پشتیبانی یک‌پارچه‌تری در مذاکرات خروج بریتانیا از اتحادیه اروپا،
تقاضای انتخابات زودهنگام کرد و توانست نظر بیش از دو سوم از نمایندگان پارلمان را که برای تصویب آن لازم بود، با خود همراه سازد. از میان نمایندگان حاضر در مجلس عوام بریتانیا که ۶۵۰ نفر عضو دارد، ۵۲۲ نماینده موافق و ۱۳ نفر مخالف این انتخابات بودند.
اما در نهایت حزب حاکم (محافظه‌کار) نتوانست اکثریت مطلق را دوباره بدست آورد.
در بریتانیا ۶۵۰ حوزه انتخابیه وجود دارد و هر حوزه دارای یک کرسی در مجلس عوام (مجلس سفلی) است. الیزابت دوم ملکه بریتانیا پس از انتخابات از رهبر حزب برنده یا رهبر ائتلافی که توانسته باشد اکثریت را با خود همراه سازد دعوت می‌کند تا نخست‌وزیر بریتانیا شود و کابینه دولت خود را تشکیل دهد. در صورتی که دولت مستقر اکثریت را ببرد، تغییر اعضای کابینه لزومی پیدا نخواهد کرد.